# Мель, Эмили
Эмили Энгер Мель (норв. Emilie Enger Mehl; род. 8 августа 1993, Лёренскуг, Акерсхус) — норвежский политический и государственный деятель. Член Партии Центра. Министр юстиции и по чрезвычайным ситуациям Норвегии (2021—2025). Депутат стортинга с 2017 года.

## Биография
Родилась 8 августа 1993 года в Лёренскуге в фюльке Акерсхус. Дочь Эйвинда Меля (Eivind Mehl; род. 1972) и Эллен Энгре Мюллер (Ellen Enger Müller; род. 1974).
В 1996 году окончила начальную школу коммуны Ос, в 2006—2007 годах училась в средней школе коммуны Ос, в 2007—2009 годах средней школе коммуны Оснес. В 2012 году окончила гимназию Солёр коммуны Оснес, специализировалась на языке, обществознании и экономике. В 2010—2011 годах училась по программе обмена в школе в Вайоминге в штате Мичиган, США. В 2012 году училась верховой езде в спортивной школе Ольборга в Дании. В 2014—2017 годах училась на юридическом факультете Университета Осло.
В 2015 году победила в первом сезоне реалити-шоу Anno, участники которого жили в условиях, соответствующих 1764 году в Брюггене. Шоу было показано на NRK.
В 2017 году стажировалась в адвокатской фирме Hjort в Осло и работала юристом в адвокатской фирме Elden в Осло.
В 2012—2015 годах возглавляла отделение молодёжной организации Партии Центра в фюльке Хедмарк. В 2013—2014 годах исполняла обязанности секретаря Партии Центра в фюльке Акерсхус. В 2014—2015 годах — член правления молодёжной организации Партии Центра. В 2015—2016 годах — заместитель по организационным вопросам председателя правления молодёжной организации Партии Центра.
В 2015—2017 годах была членом совета фюльке Хедмарк и заместителем председателя комитета по финансам, недвижимости и региональному сотрудничеству совета фюльке Хедмарк, а также членом совета национального парка «Фулуфьеллет».
По результатам парламентских выборов 2017 года избрана депутатом стортинга в округе Хедмарк. Была членом Комитета юстиции (2017—2020), членом Комитета по иностранным делам и обороне (2020—2021), членом делегации стортинга в Парламентской ассамблее Совета Европы (ПАСЕ) (2017—2021), членом делегации стортинга по связям с Европейским парламентом. Переизбрана в 2021 году. С 14 октября 2021 года в стортинге её замещает Маргрете Хаарр.
Снималась в третьем сезоне Kompani Lauritzen, реалити-шоу бывшего велогонщика Дага Отто Лёуритсена. Съёмки программы начались в августе 2021 года, премьера состоялась 26 февраля 2022 года на канале TV 2.
14 октября 2021 года назначена министром юстиции и по чрезвычайным ситуациям Норвегии в правительстве Йонаса Гара Стёре. После выхода Партии Центра из коалиции при перестановках в правительстве 4 февраля 2025 года ушла в отставку.